# Haliplus ruficeps
Haliplus ruficeps is een keversoort uit de familie watertreders (Haliplidae). De wetenschappelijke naam van de soort is voor het eerst geldig gepubliceerd in 1861 door Chevrolat.